# David Otunga
David Daniel Otunga Sr. (n. 7 aprilie 1980, Hollywood, Statele Unite ale Americii) este un wrestler american ce evoluează în prezent la RAW. Este cunoscut datorită apariției sale în Nexus. Alături de alți șase wrestleri ghidați de liderul Wade Barrett, Otunga și Nexusul au debutat într-un haos.

## Aparația în WWE
Și-a făcut debutul în 2010,clasându-se pe locul doi la primul sezon NXT.Alături de Heath Slater,Bryan Danielson(Daniel Bryan),Michael Tarver,Darren Young,Skip Sheffield(Ryback),Justin
Gabriel și Wade Barrett,David s-a remarcat prin haosul produs la Raw.

## Titlurile la echipe
Otunga a deținut titlurile la echipe,ce-i drept otrăvite căci le deținea alături de John Cena.
După acel meci,Cena i-a dat un F.U,s-a plâns liderului Barrett,dar englezul a luat titlurile,
și a organizat un meci între el și Cena împotriva lui Justin Gabriel și a lui Heath Slater.
Obligat de Wade,David Otunga s-a întins pe jos și l-a lăsat pe Slater să îl numere.Astfel,
Slater și Gabriel au câștigat centurile.

## Intrarea în Noul Nexus și schimbările
Într-un final,când Wade Barrett nu mai este liderul grupării,apare Superstarul fără de Vicii,
CM Punk care se oferă membru.Dar nu rămâne membru mereu,ci devine într-un final lider.Otunga
rămâne,însă Gabriel și Slater părăsesc echipa pentru că refuză să se biciuiască între ei,
la ordinul lui Punk și se alătură unei noi echipe,The Corre,în care tot Barrett dă ordine.
Acum,Noul Nexus îl are în frunte pe CM Punk și ca membrii pe:Michael McGillycutty,Husky Harris,
David Otunga și Mason Ryan(nou).La un moment dat,când Nexusul o duce de râpă,acesta hotărăște
să-și vadă de viața lui.Intră înapoi în wrestling,chiar dacă în continuare este detestat de
fani.Reușește să demonstreze ceva,însă mai trebuie să lucreze.

## 2011-2012
După ce trece cu bine de 2011,privește spre 2012,un an plin de surprize.La un moment dat
devine mâna dreaptă a lui John Laurinatis.Datorită lui,Otunga profită de multe oportunități,
de șanse la titluri,la meciuri cu aproape cine își dorește el și locuri în diverse 
main-eventuri cum ar fi:în Elimination Chamber,în Royal Rumble,în main-event la WM,sau alte
PPV-uri.Obișnuiește de obicei să fie văzut cu un termos,probabil cu ceai în el sau cu cafea.

## Revenirea la Royal Rumble 2013
A intrat cu numărul 27 în Royal Rumble,anul 2013.Nu reușește să câștige,fiind eliminat destul
de rapid,dar nu a reușit să îi bată recordul lui Santino,de o secundă în ring.Însă devine frustrat când află că de fapt câștigătorul e Cena,un vechi dușman.